# Казнени простор (ТВ серија)
Казнени простор је српска телевизијска серија снимана у продукцији Радио-телевизије Србије.  Сценарио је написао Небојша Ромчевић а режирали су Милорад Милинковић, Марко Сопић и Бане Вучић.
Серија има две сезоне.

## Радња
Уплашени и забринути мушкарци са једне, и амбициозне, успешне и лепе жене са друге стране.
Главни лик је Јова бивши успешни фудбалер. Тешко зарађени новац је инвестирао у несигуран посао и остао без њега. Запослен је тражењем посла и правдања. Његова жена Ана је маркетиншки стручњак, амбициозна, образована, лепа и млађа од мужа. Живе са њеном бабом, женом без предрасуда чија је једина жеља да види праунуче. Ту су и комшије Гула је начитани бирократа и циник без илузија, и Мика који је неуспешни заводник. Ана има најбољу другарицу адвокаткињу Силвију која има мужа Добривоја који је у средњим годинама.

## Улоге
| Глумац             | Улога                       |
| ------------------ | --------------------------- |
| Бранимир Брстина   | Јован Илић                  |
| Исидора Минић      | Ана Илић                    |
| Мира Бањац         | Анина баба                  |
| Раде Марковић      | комшија Мика                |
| Слободан Нинковић  | комшија Гула                |
| Воја Брајовић      | проналазач Медвед           |
| Дубравка Мијатовић | Силвија                     |
| Јелисавета Саблић  | Анина мајка, живи у Америци |
| Небојша Љубишић    | љубавник Анине мајке        |
| Срђан Милетић      | Дунав                       |
| Никола Пејаковић   | шеф оркестра                |
| Јосиф Татић        | масер                       |
| Бранислав Зеремски | Деда Мраз                   |
| Неда Арнерић       | Госпођа Лончар              |
| Драган Петровић    | Добривоје                   |
| Ива Штрљић         |                             |

## Сезоне
Серија је снимљена у две сезоне по 13 епизода.
| Сезона | Сезона | Епизода | Премијерно емитовање | Премијерно емитовање |
| Сезона | Сезона | Епизода | Почетак емитовања    | Завршетак емитовања  |
| ------ | ------ | ------- | -------------------- | -------------------- |
|        | 1      | 13      | 7. децембар 2002.    | 22. фебруар 2003.    |
|        | 2      | 13      | 11. октобар 2003.    | 31. децембар 2003.   |